# Bares y fondas
Bares y fondas es el primer álbum de estudio del grupo argentino Los Fabulosos Cadillacs grabado y editado en 1986. De este disco se extraen canciones como: "Yo quiero morirme acá", "Basta de llamarme así", "Galápagos" y "Silencio hospital". El disco fue grabado en los estudios Moebio del Ingeniero Piris, el mánager de Los Fabulosos Cadillacs desde 1985 hasta 1987 fue Poppy Manzanedo, él fue el mentor de la banda que logró un cambio de imagen y postura escénica en el Rock Nacional, cambiando su nombre de Cadillacs 57 a Los Fabulosos Cadillacs.

## Historia

### Nombre del disco
El disco se iba a llamar en realidad "Noches cálidas en bares y fondas", pero decidieron abreviarlo quedando con el nombre actual. 

“El disco se llama "Bares y fondas" porque estos son los lugares por donde nos movemos, donde estamos siempre. Inicialmente íbamos a titularlo "Noches cálidas en bares y fondas", pero luego decidimos abreviarlo. El título quiere dar una imagen de que pertenecemos a esos sitios y que estamos juntos todo el tiempo, rondando por allí”.

### Grabación
El disco fue producido por Daniel Melingo. Con respecto a la grabación, el tecladista Mario Siperman contó: 

"Cuando llegamos al estudio nos interesaba que hubiera cerveza, comida… Un día grabamos en un turno de trasnoche y estábamos todos cenando milanesas con papas fritas. A la mañana siguiente nos llama el dueño diciendo que no podíamos grabar más ahí porque había encontrado una milanesa arriba de la consola."

La canción "Belcha" cuenta la triste historia de una perra vagabunda que el Sr. Flavio adoptó un verano en Mar del Plata, y que a los tres días apareció flotando en la pileta de la casa del papá a la cual confundió con una antiparra color gris que el padre siempre le decía que se iba a pudrir tirada ahí.[cita requerida] La canción "Basta de llamarme así" está dedicada a la hermana de Vicentico, Tamara. Esto fue corroborado en el recital registrado en "Hola" cuando al comienzo de la canción Vicentico dice: 

No sé si debería contar. Esta canción es algo que voy a contar por primera vez, y ni siquiera a mis compañeros cuando grabamos esta canción yo dije esto, aunque casi todos ellos se dieron cuenta. Es una canción que yo escribí cuando tenía 17, para una hermana mía que se llama Tamara, y yo sin decirlo, mis compañeros se dieron cuenta de todo interpretaron esta canción tal cual era y se llama «Basta de llamarme así», basta de escuchar sus gritos, tal vez hoy exorcicemos eso o tal vez llamemos un espíritu, quién sabe.

### Carátula
En la carátula aparece una fotografía en blanco y negro de un bar, rodeada por dos líneas de cuadros blanco y negros, y esta a la vez con una ancho mucho mayor, llenando la carátula, algo parecido ser una tela roja. En una entrevista a Mario Siperman en Chile, se le pregunta cuál es el bar que aparece en el primer disco, respondiendo: 

Es uno que estaba enfrente del Teatro San Martín, y el sobre interno del LP es en una galería en la Avenida Santa Fe entre Montevideo y Parana.

### Recepción
El disco no tuvo una gran acogida por la prensa, especialmente por sus letras, incluso un periodista atacó literalmente a Vicentico por la canción "Yo quiero morirme acá", a lo que éste respondió: "ese tipo es un idiota."[cita requerida] Los Cadillacs se defendieron diciendo a través del mismo cantante: 

“Nuestras letras encierran en ciertos casos un poco de ironía relacionada con la pose y la transa de algunos sectores. Pareciera que nos tomáramos todo en joda, pero no siempre es así. Se tratan de historias personales, si bien puede identificarse cualquiera con ellas. Esencialmente a nosotros nos gusta que la gente se entretenga tanto como nosotros cuando estamos sobre el escenario. Nuestro mensaje está dado básicamente por la música. Es algo así como ‘bailá y callate’, cosa que nuestro público lo entiende a la perfección”.

Después del tiempo, ya en la actualidad, Vicentico afirmó: 

"Éramos bastante idiotas, unos imbéciles, realmente retardados. No sabíamos tocar. Pero había algunas canciones rescatables, como «Basta de llamarme así»".

## Lista de canciones
1. "Vos sin sentimiento" (Flavio Cianciarulo) – 4:38
2. "Yo quiero morirme acá" (Vicentico) – 2:35
3. "Galápagos" (Flavio Cianciarulo) – 3:45
4. "La manera correcta de gritar" (Flavio Cianciarulo) – 3:20
5. "Tus tontas trampas" (Aníbal Rigozzi, Mario Siperman y Flavio Cianciarulo) – 2:20
6. "Bares y fondas" (Aníbal Rigozzi, Mario Siperman y Fernando Ricciardi) Instrumental – 3:41
7. "En mis venas" (Vicentico) – 2:57
8. "Silencio hospital" (Vicentico y Mario Siperman) – 1:58
9. "Noches árabes" (Sergio Rotman y Hernán Bazzano) – 3:08
10. "Estamos perdiendo" (Vicentico y Flavio Cianciarulo) – 5:24
11. "Belcha" (Luciano Giugno y Flavio Cianciarulo) – 2:49
12. "Basta de llamarme así" (Vicentico) – 4:16

## Músicos
- Vicentico – Voz
- Flavio Cianciarulo – Bajo
- Fernando Ricciardi – Batería
- Serguei Itzcowick – Trompeta
- Aníbal Rigozzi – Guitarra
- Luciano Giugno – Percusión
- Mario Siperman – Teclados
- Naco Goldfinger – Saxofón alto
- Sergio Rotman – Saxofón